# 조지 크리스토퍼 윌리엄스
조지 크리스토퍼 윌리엄스(George Christopher Williams, 1926년 5월 12일 ~ 2010년 9월 8일)는 미국의 진화생물학자이다.
뉴욕 주립 대학교 스토니브룩 생물학과 교수로 재직했고, 집단선택설에 대한 비판으로 유명하다. 윌리엄스가 윌리엄 도널드 해밀턴, 존 메이너드 스미스 등과 함께 50년대에 진행한 이 비판 작업은 60년대에 유전자선택설로 발전했다.